# Trevor Hudgins
Trevor Hudgins (Manhattan, 23 marzo 1999) è un cestista statunitense, professionista nella NBA.

## Carriera
Non scelto al Draft NBA 2022, il 1º luglio viene firmato dagli Houston Rockets con un two-way contract.

## Statistiche
| † | Denota le stagioni in cui ha vinto il titolo |

### NCAA II
| Anno       | Squadra       | PG  | PT  | MP   | TC%  | 3P%  | TL%  | RP  | AP  | PRP | SP  | PP   |
| ---------- | ------------- | --- | --- | ---- | ---- | ---- | ---- | --- | --- | --- | --- | ---- |
| 2018-2019† | NMSU Bearcats | 38  | 38  | 34,1 | 52,9 | 45,9 | 83,2 | 2,3 | 5,3 | 1,3 | 0,1 | 18,7 |
| 2019-2020† | NMSU Bearcats | 32  | 32  | 36,4 | 53,3 | 53,3 | 86,8 | 2,8 | 6,0 | 1,5 | 0,1 | 19,6 |
| 2020-2021† | NMSU Bearcats | 30  | 30  | 37,1 | 54,2 | 50,8 | 90,1 | 2,4 | 4,6 | 1,3 | 0,1 | 19,8 |
| 2021-2022† | NMSU Bearcats | 39  | 39  | 37,7 | 48,2 | 41,5 | 90,1 | 2,4 | 4,3 | 1,5 | 0,2 | 23,0 |
| Carriera   | Carriera      | 139 | 139 | 36,3 | 51,7 | 46,5 | 87,8 | 2,5 | 5,0 | 1,4 | 0,1 | 20,4 |

### NBA

#### Regular season
| Anno      | Squadra         | PG | PT | MP  | TC%  | 3P%  | TL% | RP  | AP  | PRP | SP  | PP  |
| --------- | --------------- | -- | -- | --- | ---- | ---- | --- | --- | --- | --- | --- | --- |
| 2022-2023 | Houston Rockets | 5  | 0  | 5,7 | 22,2 | 25,0 | 100 | 0,0 | 0,6 | 0,0 | 0,0 | 1,8 |
| Carriera  | Carriera        | 5  | 0  | 5,7 | 22,2 | 25,0 | 100 | 0,0 | 0,6 | 0,0 | 0,0 | 1,8 |

#### Massimi in carriera
- Massimo di punti: 3 (3 volte)[2]
- Massimo di rimbalzi:  -
- Massimo di assist: 3 vs Oklahoma City Thunder (4 febbraio 2023)
- Massimo di palle rubate: -
- Massimo di stoppate: -
- Massimo di minuti giocati: 14 vs Oklahoma City Thunder (15 febbraio 2023)

### G League
| Anno      | Squadra       | PG | PT | MP   | TC%  | 3P%  | TL%  | RP  | AP  | PRP | SP  | PP   |
| --------- | ------------- | -- | -- | ---- | ---- | ---- | ---- | --- | --- | --- | --- | ---- |
| 2022-2023 | R.G.V. Vipers | 46 | 46 | 37,1 | 40,2 | 38,3 | 86,6 | 2,7 | 5,8 | 1,5 | 0,3 | 18,6 |
| Carriera  | Carriera      | 46 | 46 | 37,1 | 40,2 | 38,3 | 86,6 | 2,7 | 5,8 | 1,5 | 0,3 | 18,6 |

## Palmarès

### Squadra
- Campionato NCAA Division II: 3

NMSU Bearcats: 2019, 2021, 2022
- Leaders Cup: 1

Le Mans: 2025

### Individuale
- MVP Leaders Cup: 1

Le Mans: 2025